# Air Force Reserve Command
L'Air Force Reserve Command (AFRC) è una componente della riserva dell'U.S. Air Force. Il suo quartier generale è situato presso la Robins Air Force Base, in Georgia.

## Missione
L'AFRC sostiene la missione dell'aeronautica militare USA per difendere gli Stati Uniti attraverso il controllo e lo sfruttamento dell'aria e dello spazio nell'ambito del concetto di Global Engagement (impegno globale). La forza gioca un ruolo integrale e quotidiano a fianco dell'USAF e non è una struttura mantenuta per pure esigenze di riserva in caso di eventuali guerre o operazioni di emergenza.

## Scopi

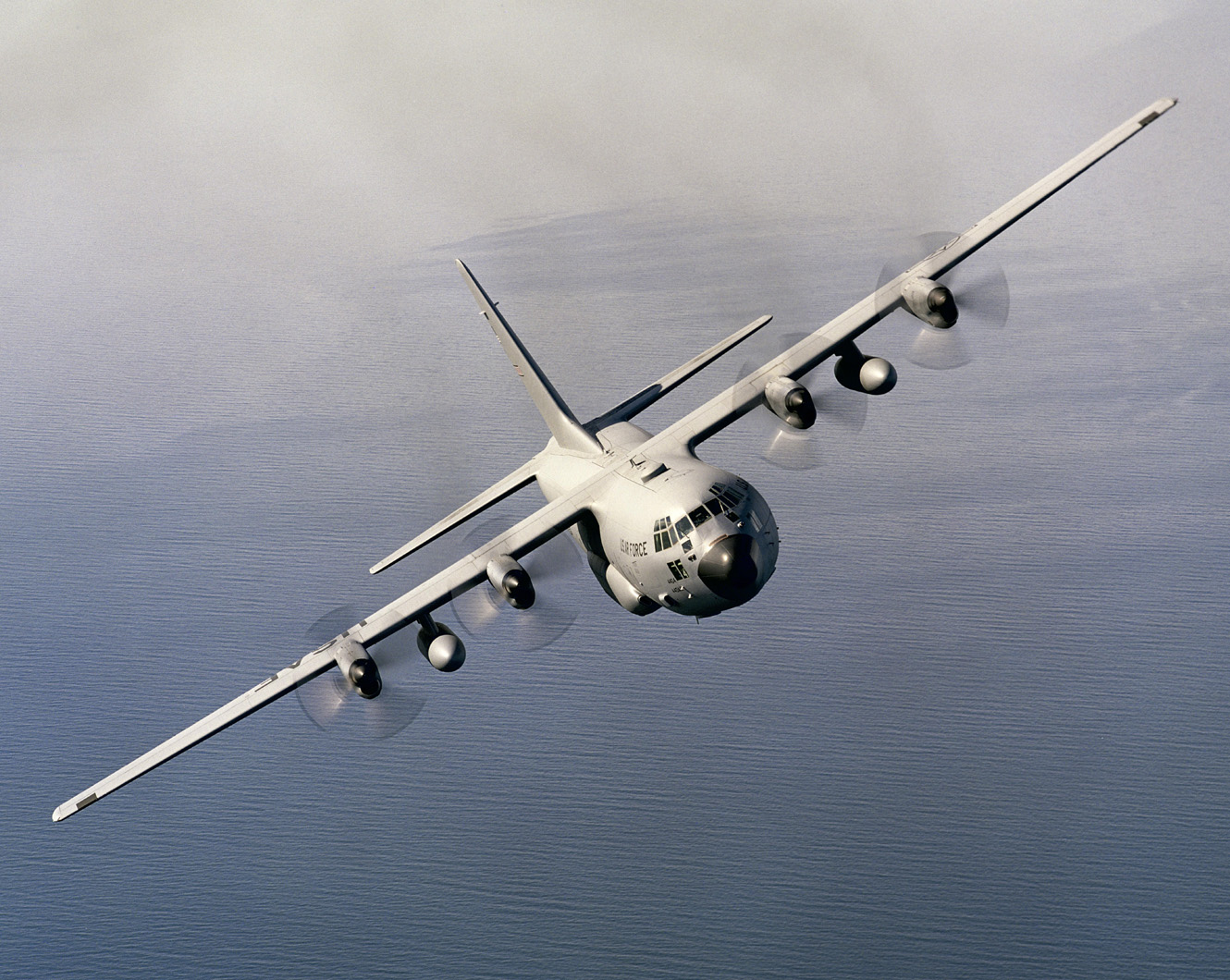
Data imprecisata. Un C-130 dell'AFRC vira sopra il Lago Michigan.

Lo scopo dell'Air Force Reserve, come previsto dal Title 10 dell'United States Code, è:

### Missioni del tempo di pace
I riservisti dell'Air Force Reserve Command sono impiegati in servizio in ogni parte del mondo. Oltre ad essere una forza combattente sperimentata e degna di rispetto, l'Air Force Reserve è anche coinvolta in missioni internazionali di assistenza umanitaria, dal ripristino di strade e scuole al dispiegamento di ponti aerei.
A richiesta di autorità locali, di stato o federali, l'Air Force Reserve svolge missioni di irrorazione aerea adoperando dei C-130 allestiti per l'esigenza.

### Attitudini speciali

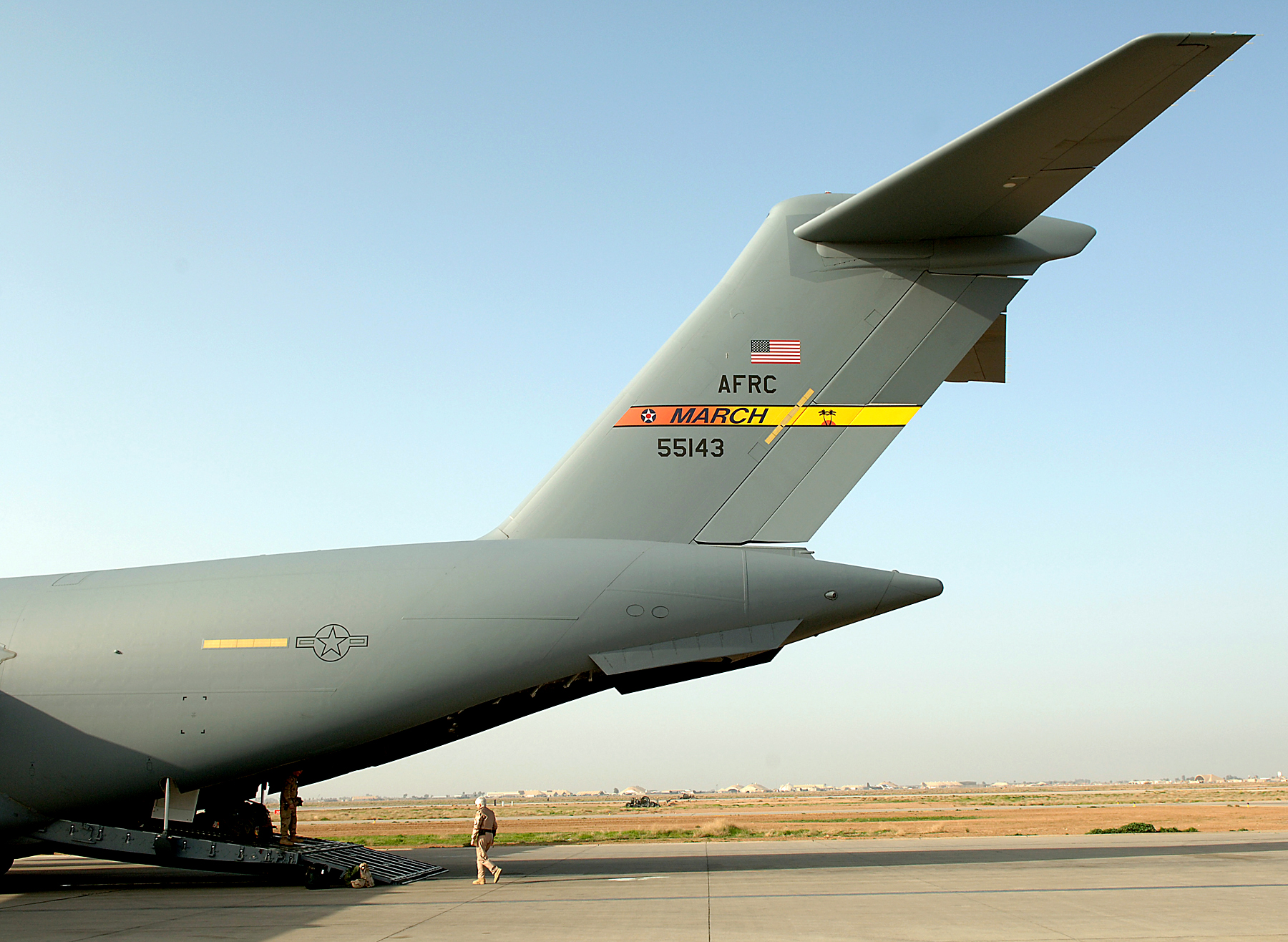
2007, Iraq. Un C-17 Globemaster III (su cui si legge distintamente la scritta AFRC) impegnato in una missione di evacuazione aeromedica. La donna vicino alla rampa è un chirurgo dell'aviazione USA.

L'Air Force Reserve ha alcune potenzialità d'impiego che non hanno riscontro nelle unità dell'aviazione regolare. Tra queste, l'appoggio alle azioni antidroga, la ricognizione meteorologica (anche al fine di prevedere la penetrazione del territorio da parte degli uragani), l'evacuazione aeromedica, l'attitudine alle irrorazioni e lo spegnimento degli incendi forestali.

## Visione
Fornire il migliore sostegno del mondo all'Air Force ed ai nostri partner congiunti — volando e combattendo come Un Gregario Senza Pari.

## Risorse

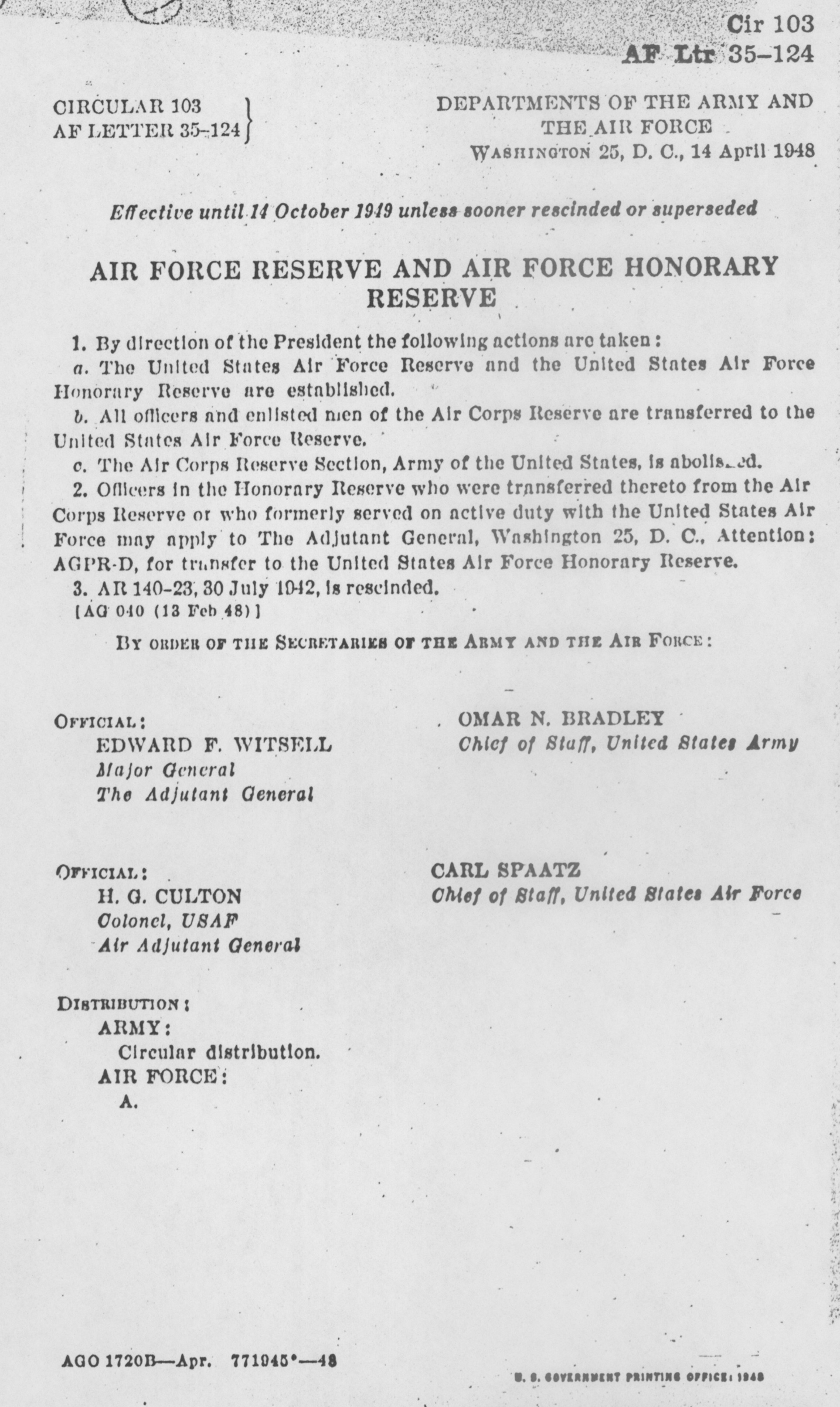
Riproduzione del documento originale che istituì la Reserve.

L'Air Force Reserve Command (AFRC) ha più di 74 000 tra ufficiali e personale di truppa che operano in trentacinque stormi dotati di aerei propri e sette unità associate che condividono gli aeromobili con qualche unità in servizio attivo. Quattro squadroni di operazioni spaziali dividono con la forza attiva missioni di controllo satellitari. L'AFRC ha più di 620 unità di supporto a missioni equipaggiate ed addestrate per fornire un ampio raggio di servizi, tra cui operazioni mediche e di evacuazione aeromedica, servizi generali di gestione di una base aerea, intelligence, comunicazioni, supporto alla mobilità, logistica e trasporto, ed inoltre dispone di oltre 370 aerei dedicati a queste funzioni. Si tratta di velivoli tra i più recenti e progrediti nel novero dell'aeronautica americana, tra cui C-5 Galaxy, C-17 Globemaster III, C-130 Hercules, F-16 Fighting Falcon, HH-60 Pave Hawk, KC-135 Stratotanker, WC-130J Hercules ("Hurricane Hunter"), MC-130 Combat Talon, MC-130P Combat Shadow, HC-130P Hercules e A-10/OA-10 Thunderbolt II. Ogni giorno, il 99% di questi aerei è pronto ed idoneo a prendere parte a missioni entro settantadue ore senza necessità di ulteriore addestramento o predisposizione. Ad ogni modo, Air Combat Command, Air Force Special Operations Command, Air Mobility Command e Air Education & Training Command si gioverebbero di questi mezzi e di questo personale in caso di mobilitazione.
Sebbene l'Air Force Reserve fornisca poco più del 10% dell'organico operativo dell'aeronautica, la dimensione effettiva del suo apporto è ben superiore. Più del 30% di tutte le missioni aeree è reso possibile dall'impegno del personale AFRC. Ogni mese questi individui partecipano mediamente a 360 missioni all'estero, andando incontro alle esigenze degli altri comandi e del Department of Defense quanto alle importanti risorse che permettono il servizio di caccia, ponti aerei, rifornimento in volo, ricerca e salvataggio e proiezione di forza.
Con le due lunghe guerre degli anni 2000, il contributo AFRC è cresciuto da una media di 2 300 effettivi programmati nel 1999 agli attuali 5 000.

## Organizzazione
Attualmente, al settembre 2023, il comando controlla:

### Fourth Air Force, March Air Reserve Base, California
- 315th Airlift Wing (Associato), Joint Base Charleston, Carolina del Sud - C-17
- 349th Air Mobility Wing (Associato), Travis Air Force Base, California - C-5, C-17 e KC-10
- 433rd Airlift Wing, Joint Base San Antonio-Lackland, Texas - C-5M
- 439th Airlift Wing, Westover Air Reserve Base, Massachusetts - C-5M
- 434th Air Refueling Wing, Grissom Air Reserve Base, Indiana - KC-135R
- 445th Airlift Wing, Wright-Patterson Air Force Base, Ohio - C-17
- 446th Airlift Wing (Associato), Joint Base Lewis-McChord, Washington - C-17
- 452nd Air Mobility Wing, March Air Reserve Base, California - C-17 e KC-135R
- 459th Air Refueling Wing, Joint Base Andrews, Maryland - KC-135R
- 507th Air Refueling Wing, Tinker Air Force Base, Oklahoma - KC-135R
- 512th Airlift Wing (Associato), Dover Air Force Base, Delaware - C-17 e C-5M
- 514th Air Mobility Wing (Associato), Joint Base McGuire-Dix-Lakehurst, New Jersey - C-17 e KC-10
- 911th Airlift Wing, Pittsburgh International Airport, Pennsylvania - C-17
- 914th Air Refueling Wing, Niagara Falls International Airport, New York - KC-135R
- 916th Air Refueling Wing, Seymour Johnson Air Force Base, Carolina del Nord - KC-135R e KC-46A
- 927th Air Refueling Wing (Associato), MacDill Air Force Base, Florida - KC-135R
- 931st Air Refueling Wing (Associato), McConnell Air Force Base, Kansas - KC-135R e KC-46A
- 940th Air Refueling Wing, Beale Air Force Base, California - KC-135R

### Tenth Air Force, Naval Air Station Joint Reserve Base Fort Worth, Texas
- 301st Fighter Wing, Naval Air Station Joint Reserve Base Fort Worth, Texas - F-16
- 307th Bomb Wing, Barksdale Air Force Base, Louisiana - B-52H
- 419th Fighter Wing (Associato), Hill Air Force Base, Utah - F-35A
- 442nd Fighter Wing (Associato), Whiteman Air Force Base, Missouri - A-10C
- 482nd Fighter Wing, Homestead Air Reserve Base, Florida - F-16C
- 655th Intelligence, Surveillance and Reconnaissance Wing - Wright-Patterson Air Force Base, Ohio
- 919th Special Operations Wing (Associato), Duke Field, Florida - AC-130U, C-145A, C-146, C208, MC-130H, MQ-9, PC-12 e U-28
- 920th Rescue Wing, Patrick Air Force Base, Florida - HC-130K, HC-130J e HH-60G
- 926th Wing (Associato), Nellis Air Force Base, Nevada - F-15C, F-15E, F-16, F-22A, F-35A, MQ-9 e RQ-4
- 944th Fighter Wing (Associato), Luke Air Force Base, Arizona - A-10, F-15E, F-16 e F-35A
- 960th Cyber Operations Group, Joint Base San Antonio-Lackland, Texas

### Twenty-Second Air Force, Dobbins Air Reserve Base, Georgia
- 94th Airlift Wing, Dobbins Air Reserve Base, Georgia - C-130H
- 302d Airlift Wing, Peterson Air Force Base, Colorado - C-130H
- 403rd Wing, Keesler Air Force Base, Mississippi - C-130J e WC-130J
- 908th Airlift Wing, Maxwell Air Force Base, Alabama - C-130H
- 910th Airlift Wing, Youngstown Air Reserve Station, Ohio - C-130H
- 932nd Airlift Wing, Scott Air Force Base, Illinois - C-40C
- 934th Airlift Wing, Minneapolis-St.Paul Air Reserve Station, Minnesota - C-130H

### Direct Reporting Unit
- Air Force Reserve Personnel Center, Buckley Air Force Base, Colorado
- Air Force Reserve Recruiting Service, Robins Air Force Base, Georgia
- Air Force Reserve Command, Force Generation Center, Robins Air Force Base, Georgia
- Individual Reservist Readiness & Integration Organization, Buckley Air Force Base, Colorado

## Categorie di riservisti militari
Ci sono diverse categorie di servizio nell'Air Force Reserve. La maggior parte dei riservisti presta servizio nell'Unit Program, che in sostanza li impiega almeno un fine settimana al mese più altre due settimane l'anno.
Una più piccola ma non meno importante categoria di riservisti è costituita dall'Individual Mobilization Augmentee (IMA). Si tratta di riservisti assegnati a unità in servizio attivo che sono essenziali in tempo di guerra, ma non richiedono pieno organico in tempo di pace. Il loro impegno è dato da almeno un giorno al mese più dodici giorni l'anno.
Un'esigua aliquota di riservisti presta periodi limitati di servizio attivo quotidiano, di solito nell'ambito del personale di quartier generale o in altre designazioni speciali. Loro compito è apportare l'esperienza della Reserve nei processi di pianificazione e decisionali ai livelli di vertice dell'aeronautica e di altri servizi.
I riservisti impegnati nell'Active Guard and Reserve Program (AGR) svolgono nell'ambito dell'AFRC funzioni che richiedono assegnazioni di organico a tempo pieno. Il reclutamento è uno dei campi in cui un riservista può  diventare un operatore AGR. Un tale soggetto riceve piena rimunerazione e benefit pari a quelli dei membri attivi di una qualunque branca delle forze armate. Svolgono periodi controllati quadriennali di servizio speciale, che possono essere rinnovati.
Gli operatori AGR hanno la possibilità, con un soddisfacente stato di servizio e grazie ai risultati eventualmente raggiunti, di restare in servizio vent'anni o più, e se hanno fatto almeno un ventennio hanno diritto a un trattamento di quiescenza come quello di militari in servizio attivo.
I riservisti che lavorano nell'Air Reserve Technician Program (ART) hanno un duplice status, di dipendenti civili a tempo indeterminato dell'aeronautica militare e di membri militari delle stesse unità AFRC in cui agiscono come civili e svolgendo lo stesso lavoro.
Come sarà esposto in prosieguo, i componenti dell'AFRC sono classificati in virtù di vari criteri nelle categorie: Ready Reserve, Standby Reserve, Inactive Ready Reserve e Retired Reserve.

### Ready Reserve
La Ready Reserve consiste di circa 74 000 riservisti addestrati che possono essere richiamati al servizio attivo per integrare le forze attive in tempo di guerra o di emergenza nazionale. Questi riservisti sono pronti al combattimento e possono essere schierati in ogni parte del mondo entro settantadue ore.

### Standby Reserve
La Standby Reserve comprende riservisti le cui attività professionali civili sono considerate vitali per la difesa nazionale o che hanno disabilità temporanee o difficoltà di natura personale. La maggior parte dei riservisti di questa categoria non si addestrano né sono assegnati ad unità.

### Individual Ready Reserve
Questi riservisti non praticano più l'addestramento ma sono qualificati nei rispettivi campi e sono candidati al richiamo in caso di emergenza nazionale.
C'è un piccolo gruppo di questi riservisti — etichettati come PIRR ovvero Participating IRR — che ricevono punti per il pensionamento e hanno lo status di "Cat E". In questo campo ci sono più di mille ALO (Academy Liaison officers, ufficiali di collegamento con l'accademia), oltre a cappellani e altre posizioni che richiedono servizio militare, ma non una rigida programmazione. Questo personale CAT E può guadagnare giornate-uomo esattamente come i riservisti Cat A e B, ma su una base più limitata.

### Retired Reserve
La Retired Reserve è composta di ufficiali e personale di truppa che ricevono un trattamento economico dopo aver lasciato il servizio attivo o la Reserve, o sono riservisti che attendono di ricevere il trattamento pensionistico al compimento di 60 anni.

## Aeromobili in uso
| Aeromobile                           | Origine     | Tipo                                              | Versione (denominazione locale) | In servizio (2019) | Note | Immagine |
| Aerei da bombardamento               |             |                                                   |                                 |                    | |          |
| Boeing B-52 Stratofortress           | Stati Uniti | Bombardiere strategico                            | B-52H                           | 18                 | |          |
| Aerei da combattimento               |             |                                                   |                                 |                    | |          |
| Lockheed Martin F-16 Fighting Falcon | Stati Uniti | Cacciabombardiere multiruoloconversione operativa | F-16CF-16D                      | 522                | |          |
| Fairchild A-10 Thunderbolt II        | Stati Uniti | Aereo d'attacco al suolo COIN                     | A-10C                           | 55                 | |          |
| Aerei per impieghi speciali          |             |                                                   |                                 |                    | |          |
| Lockheed WC-130 Hercules             | Stati Uniti | Aereo da ricognizione meteorologica               | WC-130J                         | 10                 | |          |
| Aerei per rifornimento in volo       |             |                                                   |                                 |                    | |          |
| Boeing KC-135 Stratotanker           | Stati Uniti | Rifornimento in volo                              | KC-135R                         | 72                 | |          |
| Aerei da trasporto                   |             |                                                   |                                 |                    | |          |
| Boeing C-17 Globemaster III          | Stati Uniti | Aereo da trasporto strategico                     | C-17A                           | 18                 | |          |
| Lockheed C-5 Galaxy                  | Stati Uniti | Aereo da trasporto strategico                     | C-5M                            | 16                 | |          |
| Lockheed C-130 Hercules              | Stati Uniti | Aereo da trasporto tattico                        | C-130H                          | 48                 | I 176 C-130H in servizio al giugno 2019 (127 gestiti dalla Air Force Reserve Command e 48 dall'Air National Guard) saranno sottoposti a un programma per l'aggiornamento dell'avionica. |          |
| Lockheed C-130J Hercules II          | Stati Uniti | Aereo da trasporto                                | C-130J                          | 10                 | |          |
| Boeing C-40 Clipper                  | Stati Uniti | Aereo da trasporto                                | C-40C                           | 4                  | |          |
| Elicotteri                           |             |                                                   |                                 |                    | |          |
| Sikorsky UH-60 Black Hawk            | Stati Uniti | Elicottero per Ricerca e soccorso                 | HH-60G                          | 15                 | |          |